# نهم ژانویه
نهم ژانویه نام یک کتاب ادبی است که توسط ماکسیم گورکی، نویسندهٔ اهل روسیه نوشته شده‌است.